# ATP Cup 2020
ATP Cup 2020 byl první ročník mužské týmové soutěže v tenise, ATP Cupu, organizované Asociací tenisových profesionálů (ATP). Dějištěm se stala australská města Sydney, Brisbane a Perth, v nichž se hrálo na otevřených dvorcích s tvrdým povrchem GreenSet. Turnaj konaný v lednu 2020 představoval vstup do profesionální sezóny ATP Tour. Asociace tenisových profesionálů uspořádala první soutěž družstev od antukového Světového poháru v roce 2012. Celková návštěvnost činila 220 319 diváků.
Vítězem se stalo Srbsko, které ve finále přehrálo Španělsko 2–1 na zápasy. Ve druhé dvouhře podlehl španělský první hráč světa Rafael Nadal srbské světové dvojce Novaku Djokovićovi. Finále zaznamenalo nejvyšší turnajovou návštěvnost, když jej zhlédlo 10 223 diváků.
Do desetidenní soutěže zasáhlo 118 tenistů včetně osmi singlistů z Top 10, šestnácti z Top 20 a třiceti pěti hráčů Top 50. Pouze tři týmy měly hrající kapitány, Francie Gillese Simona, Belgie Steva Darcise a Bulharsko Grigora Dimitrova. Nejstarším účastníkem se stal 41letý japonský deblista Tošihide Macui a nejmladším 17letý Jihoafričan Khololwam Montsi. Celkově bylo odehráno 129 utkání a 304 setů. Jen Austrálie a Španělsko neprohrály ve skupinové fázi žádné utkání. Nejdelším střetnutím se stala čtvrtfinálová dvouhra mezi Britem Danem Evansem a Australanem Alexem de Minaurem, která trvala 3 hodiny a 24 minut. Nejvyšší počet 69 es nastřílel Nick Kyrgios. Na turnaji se podílelo 235 sběračů míčků mezi 12–16 lety věku. Utkání rozhodovalo 9 hlavních a 145 čárových rozhodčích z 18 států světa.

## Pozadí
V červenci 2018, půl roku po zahájení strukturálních změn v Davis Cupu, sdělil prezident ATP Chris Kermode, že jím vedená řídící organizace mužského tenisu plánuje novou soutěž družstev. Původně uvedený název World Team Cup (Světový pohár družstev) byl shodný s pojmenováním týmového Světového poháru, který se konal mezi roky 1978–2012 v Düsseldorfu. O čtyři měsíce později, 15. listopadu 2018, byl na londýnském Turnaji mistrů zveřejněn konečný název soutěže – ATP Cup, hrané ve formátu dvaceti čtyř týmů rozdělených do šesti skupin ve třech australských městech. ATP na pořadatelství spolupracovala s australským tenisovým svazem Tennis Australia. Turnaj měl být přípravou na lednový grandslam Australian Open. Na začátku roku 2019 byly odhaleny tří dějiště: Sydney, Brisbane a Perth. Vznikla tak termínová kolize s Hopmanovým pohárem, který každoročně probíhal v perthské RAC Aréně. Organizátoři Hopman Cupu byli nuceni začít hledat nové dějiště.

## Startovní listina
V září 2019 se kvalifikovalo 18 nejvýše postavených států na základě klasifikace ATP Cupu, založené na postavení nejvýše figurujícího tenisty v singlovém žebříčku ATP k 9. září 2019 a souhlasu národní reprezentace s účastí. Austrálie jako hostitelská země obdržela divokou kartu. Švýcarsko se odhlásilo po odstoupení Rogera Federera z osobních důvodů. Zbylých 5 reprezentací, respektive šest s Bulharskem po odstoupení Švýcarů, se kvalifikovalo v listopadu téhož roku na základě nejvyššího žebříčkového umístění týmových jedniček z 11. listopadu.
| Poř.                                                           | tým                | jednička týmu       | žebříček k | žebříček k | dvojka týmu           | žebříček k | žebříček k | trojka týmu             | žebříček |
| Poř.                                                           | tým                | jednička týmu       | 9.9.       | 11.11.     | dvojka týmu           | 9.9.       | 11.11.     | trojka týmu             | 11.11.   |
| -------------------------------------------------------------- | ------------------ | ------------------- | ---------- | ---------- | --------------------- | ---------- | ---------- | ----------------------- | -------- |
| 1.                                                             | Srbsko             | Novak Djoković      | 1.         | 2.         | Dušan Lajović         | 29.        | 35.        | Nikola Milojević        | 160.     |
| 2.                                                             | Španělsko          | Rafael Nadal        | 2.         | 1.         | Roberto Bautista Agut | 10.        | 9.         | Pablo Carreño Busta     | 27.      |
| 3.                                                             | Rusko              | Daniil Medveděv     | 4.         | 4.         | Karen Chačanov        | 9.         | 17.        | Teimuraz Gabašvili      | 276.     |
| 4.                                                             | Rakousko           | Dominic Thiem       | 5.         | 5.         | Dennis Novak          | 122.       | 108.       | Sebastian Ofner         | 173.     |
| 5.                                                             | Německo            | Alexander Zverev    | 6.         | 7.         | Jan-Lennard Struff    | 39.        | 36.        | Mats Moraing            | 188.     |
| 6.                                                             | Řecko              | Stefanos Tsitsipas  | 7.         | 6.         | Michail Pervolarakis  | 462.       | 441.       | Markos Kalovelonis      | 753.     |
| 7.                                                             | Japonsko           | Jošihito Nišioka    | 58.        | 69.        | Go Soeda              | 134.       | 120        | Tošihide Macui          | 800.     |
| 8.                                                             | Itálie             | Fabio Fognini       | 11.        | 12.        | Stefano Travaglia     | 80.        | 83.        | Paolo Lorenzi           | 118.     |
| 9.                                                             | Francie            | Gaël Monfils        | 12.        | 10.        | Benoît Paire          | 23.        | 24.        | Gilles Simon            | 56.      |
| 10.                                                            | Belgie             | David Goffin        | 14.        | 11.        | Steve Darcis          | 178.       | 155.       | Kimmer Coppejans        | 158.     |
| 11.                                                            | Chorvatsko         | Borna Ćorić         | 15.        | 28.        | Marin Čilić           | 28.        | 39.        | Viktor Galović          | 254.     |
| 12                                                             | Argentina          | Diego Schwartzman   | 16.        | 14.        | Guido Pella           | 22.        | 25.        | Juan Ignacio Londero    | 50.      |
| 13.                                                            | Gruzie             | Nikoloz Basilašvili | 17.        | 26.        | Aleksandre Metreveli  | 695.       | 676.       | George Tsivadze         | 882.     |
| 14.                                                            | Jižní Afrika       | Kevin Anderson      | 18.        | 92.        | Lloyd Harris          | 113.       | 101.       | Ruan Roelofse           | 659.     |
| 15.                                                            | USA                | John Isner          | 20.        | 19.        | Taylor Fritz          | 30.        | 32.        | Tommy Paul              | 84.      |
| 16.                                                            | Kanada             | Denis Shapovalov    | 33.        | 15.        | Félix Auger-Aliassime | 21.        | 21.        | Steven Diez             | 136.     |
| 17.                                                            | Spojené království | Dan Evans           | 48.        | 42.        | Cameron Norrie        | 67.        | 53.        | James Ward              | 301.     |
| 18.                                                            | Austrálie (WC)     | Alex de Minaur      | 31.        | 18.        | Nick Kyrgios          | 27.        | 30.        | John Millman            | 48       |
| 19.                                                            | Bulharsko          | Grigor Dimitrov     | 25.        | 20.        | Dimitar Kuzmanov      | 324.       | 417.       | Alexandar Lazarov       | 509.     |
| 20.                                                            | Chile              | Cristian Garín      | 34.        | 34.        | Nicolás Jarry         | 74.        | 77.        | Alejandro Tabilo        | 206.     |
| 21.                                                            | Polsko             | Hubert Hurkacz      | 36.        | 37.        | Kamil Majchrzak       | 84.        | 91.        | Kacper Żuk              | 452.     |
| 22.                                                            | Uruguay            | Pablo Cuevas        | 44.        | 45.        | Martín Cuevas         | 400.       | 499.       | Franco Roncadelli       | 1859.    |
| 23.                                                            | Moldavsko          | Radu Albot          | 42.        | 46.        | Alexandr Cozbinov     | 856.       | 828.       | Jegor Matvievici        | 1511.    |
| 24.                                                            | Norsko             | Casper Ruud         | 60.        | 55.        | Viktor Durasovic      | 323.       | 338.       | Lukas Hellum Lilleengen | 1573.    |
| tým kvalifikován v září 2019 tým kvalifikován v listopadu 2019 |                    |                     |            |            |                       |            |            |                         |          |

### Nahrazení hráčů
| Stát               | náhradník            | původní hráč      | žebř. 11.11. | odstoupil pro        |
| ------------------ | -------------------- | ----------------- | ------------ | -------------------- |
| Itálie             | Alessandro Giannessi | Matteo Berrettini | 8.           | zranění břišní stěny |
| Francie            | Gilles Simon         | Lucas Pouille     | 22.          | zranění lokte        |
| Spojené království | James Ward           | Andy Murray       | 125.(2. PR)  | zranění pánve        |
| Japonsko           | Tošihide Macui       | Jasutaka Učijama  | 78.          | zranění              |
| Japonsko           | Go Soeda             | Kei Nišikori      | 13.          | zranění lokte        |

## Dějiště
| Perth                                       | Sydney             | Brisbane         |
| ------------------------------------------- | ------------------ | ---------------- |
| RAC Arena                                   | Ken Rosewall Arena | Pat Rafter Arena |
| Kapacita: 15 500                            | Kapacita: 10 500   | Kapacita: 5 500  |
|                                             |                    |                  |
| Brisbane Sydney Perth Dějiště ATP Cupu 2020 |                    |                  |

## Formát
Formát soutěže zahrnoval šest čtyřčlenných základních skupin, s 24 národními družstvy. Šest vítězů skupin a dva nejlepší týmy z druhých míst postoupilo do čtvrtfinále. Od této fáze se hrálo vyřazovacím systémem. Při rovnosti o konečném pořadí ve skupině rozhodovala následující kritéria: a) počet vyhraných mezistátních zápasů, b) počet vyhraných utkání (dvouhry a čtyřhry), c) procentuální úspěšnost setů a poté her, při rovnosti dvou či více týmů měly přednost vzájemné mezistátní zápasy. Každý mezistátní zápas se skládal ze dvou dvouher a jedné čtyřhry konaných na dvě vítězné sady.

## Skupinová fáze
Rozlosování se uskutečnilo 16. září 2019 v sydneyské opeře. Brisbane získalo pořadatelství skupin A a F, Perth skupin B a D, a Sydney skupin C a E. Zbývajících pět celků bylo doplněno 14. listopadu a po odstoupení Švýcarska dodatečně nominováno Bulharsko.

### Přehled
|  | postup do vyřazovací fáze |

| Skupina | 1. místo           | 1. místo | 1. místo | 1. místo | 2. místo     | 2. místo | 2. místo | 2. místo | 3. místo  | 3. místo | 3. místo | 3. místo | 4. místo  | 4. místo | 4. místo | 4. místo |
| Skupina | tým                | MZ       | U        | S        | tým          | MZ       | U        | S        | tým       | MZ       | U        | S        | tým       | MZ       | U        | S        |
| ------- | ------------------ | -------- | -------- | -------- | ------------ | -------- | -------- | -------- | --------- | -------- | -------- | -------- | --------- | -------- | -------- | -------- |
| A       | Srbsko             | 3–0      | 7–2      | 15–6     | Jižní Afrika | 2–1      | 5–4      | 12–10    | Francie   | 1–2      | 4–5      | 10–13    | Chile     | 0–3      | 2–7      | 6–14     |
| B       | Španělsko          | 3–0      | 9–0      | 18–2     | Japonsko     | 2–1      | 5–4      | 11–9     | Gruzie    | 1–2      | 3–6      | 7–13     | Uruguay   | 0–3      | 1–8      | 4–16     |
| C       | Spojené království | 2–1      | 6–3      | 14–7     | Belgie       | 2–1      | 6–3      | 12–10    | Bulharsko | 2–1      | 5–4      | 13–10    | Moldavsko | 0–3      | 1–8      | 4–16     |
| D       | Rusko              | 3–0      | 8–1      | 16–4     | Itálie       | 2–1      | 5–4      | 11–9     | Norsko    | 1–2      | 3–6      | 6–14     | USA       | 0–3      | 2–7      | 8–14     |
| E       | Argentina          | 2–1      | 5–4      | 12–10    | Chorvatsko   | 2–1      | 5–4      | 11–10    | Polsko    | 1–2      | 4–5      | 10–13    | Rakousko  | 1–2      | 4–5      | 12–12    |
| F       | Austrálie          | 3–0      | 9–0      | 18–5     | Kanada       | 2–1      | 5–4      | 12–8     | Německo   | 1–2      | 3–6      | 7–13     | Řecko     | 0–3      | 1–8      | 5–16     |

### Skupina A
| Poř. | tým          | mez. zápasy | utkání | sety  | % setů | hry     | % her |
| ---- | ------------ | ----------- | ------ | ----- | ------ | ------- | ----- |
| 1.   | Srbsko       | 3–0         | 7–2    | 15–6  | 71,4   | 114–92  | 55,3  |
| 2.   | Jižní Afrika | 2–1         | 5–4    | 12–10 | 54,5   | 102–101 | 50,3  |
| 3.   | Francie      | 1–2         | 4–5    | 10–13 | 43,5   | 110–110 | 50,0  |
| 4.   | Chile        | 0–3         | 2–7    | 6–14  | 30,0   | 81–104  | 43,8  |

#### Francie vs. Chile
| | Francie | 2 :                                                                   | 1    | Chile |     |  |
| --- | ------- | --------------------------------------------------------------------- | ---- | ----- | --- |  |
| Brisbane 4. ledna 2020 |         |                                                                       |      |       |     |  |
| \| \| \| \| 1. \| 2. \| 3. \| \| \| -- \| \| --------------------------------------------------------------------- \| ---- \| --- \| --- \| \| \| 1. \| \| Benoît Paire Nicolás Jarry \| 63 7 \| 6 3 \| 6 3 \| \| \| 2. \| \| Gaël Monfils Cristian Garín \| 6 3 \| 7 5 \| \| \| \| 3. \| \| Nicolas Mahut / Édouard Roger-Vasselin Cristian Garín / Nicolás Jarry \| 5 7 \| 2 6 \| \| \| \| \| \| \| \| \| \| \| \| \| \| \| \| \| \| \| \| \| \| \| \| \| \| \| \| \| \| \| \| \| \| \| \| \| \| \| \| \| \| \| |         |                                                                       |      |       |     |  |
| |         |                                                                       | 1.   | 2.    | 3.  |  |
| 1. |         | Benoît Paire Nicolás Jarry                                            | 63 7 | 6 3   | 6 3 |  |
| 2. |         | Gaël Monfils Cristian Garín                                           | 6 3  | 7 5   |     |  |
| 3. |         | Nicolas Mahut / Édouard Roger-Vasselin Cristian Garín / Nicolás Jarry | 5 7  | 2 6   |     |  |
| |         |                                                                       |      |       |     |  |
| |         |                                                                       |      |       |     |  |
| |         |                                                                       |      |       |     |  |
| |         |                                                                       |      |       |     |  |
| |         |                                                                       |      |       |     |  |

#### Srbsko vs. Jihoafrická republika
| | Srbsko | 3 :                                                         | 0    | Jihoafrická republika |     |  |
| --- | ------ | ----------------------------------------------------------- | ---- | --------------------- | --- |  |
| Brisbane 4. ledna 2020 |        |                                                             |      |                       |     |  |
| \| \| \| \| 1. \| 2. \| 3. \| \| \| -- \| \| ----------------------------------------------------------- \| ---- \| ----- \| --- \| \| \| 1. \| \| Dušan Lajović Lloyd Harris \| 3 6 \| 7 64 \| 6 3 \| \| \| 2. \| \| Novak Djoković Kevin Anderson \| 7 65 \| 78 66 \| \| \| \| 3. \| \| Nikola Ćaćić / Viktor Troicki Raven Klaasen / Ruan Roelofse \| 6 3 \| 6 2 \| \| \| \| \| \| \| \| \| \| \| \| \| \| \| \| \| \| \| \| \| \| \| \| \| \| \| \| \| \| \| \| \| \| \| \| \| \| \| \| \| \| \| |        |                                                             |      |                       |     |  |
| |        |                                                             | 1.   | 2.                    | 3.  |  |
| 1. |        | Dušan Lajović Lloyd Harris                                  | 3 6  | 7 64                  | 6 3 |  |
| 2. |        | Novak Djoković Kevin Anderson                               | 7 65 | 78 66                 |     |  |
| 3. |        | Nikola Ćaćić / Viktor Troicki Raven Klaasen / Ruan Roelofse | 6 3  | 6 2                   |     |  |
| |        |                                                             |      |                       |     |  |
| |        |                                                             |      |                       |     |  |
| |        |                                                             |      |                       |     |  |
| |        |                                                             |      |                       |     |  |
| |        |                                                             |      |                       |     |  |

#### Jihoafrická republika vs. Chile
| | Jihoafrická republika | 3 :                                                          | 0   | Chile |          |  |
| --- | --------------------- | ------------------------------------------------------------ | --- | ----- | -------- |  |
| Brisbane 6. ledna 2020 |                       |                                                              |     |       |          |  |
| \| \| \| \| 1. \| 2. \| 3. \| \| \| -- \| \| ------------------------------------------------------------ \| --- \| --- \| -------- \| \| \| 1. \| \| Lloyd Harris Nicolás Jarry \| 6 4 \| 6 4 \| \| \| \| 2. \| \| Kevin Anderson Cristian Garín \| 6 0 \| 6 3 \| \| \| \| 3. \| \| Raven Klaasen / Ruan Roelofse Cristian Garín / Nicolás Jarry \| 1 6 \| 6 3 \| [10] [7] \| \| \| \| \| \| \| \| \| \| \| \| \| \| \| \| \| \| \| \| \| \| \| \| \| \| \| \| \| \| \| \| \| \| \| \| \| \| \| \| \| \| |                       |                                                              |     |       |          |  |
| |                       |                                                              | 1.  | 2.    | 3.       |  |
| 1. |                       | Lloyd Harris Nicolás Jarry                                   | 6 4 | 6 4   |          |  |
| 2. |                       | Kevin Anderson Cristian Garín                                | 6 0 | 6 3   |          |  |
| 3. |                       | Raven Klaasen / Ruan Roelofse Cristian Garín / Nicolás Jarry | 1 6 | 6 3   | [10] [7] |  |
| |                       |                                                              |     |       |          |  |
| |                       |                                                              |     |       |          |  |
| |                       |                                                              |     |       |          |  |
| |                       |                                                              |     |       |          |  |
| |                       |                                                              |     |       |          |  |

#### Srbsko vs. Francie
| | Srbsko | 2 :                                                                    | 1   | Francie |          |  |
| --- | ------ | ---------------------------------------------------------------------- | --- | ------- | -------- |  |
| Brisbane 6. ledna 2020 |        |                                                                        |     |         |          |  |
| \| \| \| \| 1. \| 2. \| 3. \| \| \| -- \| \| ---------------------------------------------------------------------- \| --- \| ----- \| -------- \| \| \| 1. \| \| Dušan Lajović Benoît Paire \| 2 6 \| 78 66 \| 4 6 \| \| \| 2. \| \| Novak Djoković Gaël Monfils \| 6 3 \| 6 2 \| \| \| \| 3. \| \| Novak Djoković / Viktor Troicki Nicolas Mahut / Édouard Roger-Vasselin \| 6 3 \| 65 7 \| [10] [3] \| \| \| \| \| \| \| \| \| \| \| \| \| \| \| \| \| \| \| \| \| \| \| \| \| \| \| \| \| \| \| \| \| \| \| \| \| \| \| \| \| \| |        |                                                                        |     |         |          |  |
| |        |                                                                        | 1.  | 2.      | 3.       |  |
| 1. |        | Dušan Lajović Benoît Paire                                             | 2 6 | 78 66   | 4 6      |  |
| 2. |        | Novak Djoković Gaël Monfils                                            | 6 3 | 6 2     |          |  |
| 3. |        | Novak Djoković / Viktor Troicki Nicolas Mahut / Édouard Roger-Vasselin | 6 3 | 65 7    | [10] [3] |  |
| |        |                                                                        |     |         |          |  |
| |        |                                                                        |     |         |          |  |
| |        |                                                                        |     |         |          |  |
| |        |                                                                        |     |         |          |  |
| |        |                                                                        |     |         |          |  |

#### Srbsko vs. Chile
| | Srbsko | 2 :                                                            | 1   | Chile |    |  |
| --- | ------ | -------------------------------------------------------------- | --- | ----- | -- |  |
| Brisbane 8. ledna 2020 |        |                                                                |     |       |    |  |
| \| \| \| \| 1. \| 2. \| 3. \| \| \| -- \| \| -------------------------------------------------------------- \| --- \| ---- \| -- \| \| \| 1. \| \| Dušan Lajović Nicolás Jarry \| 6 2 \| 7 63 \| \| \| \| 2. \| \| Novak Djoković Cristian Garín \| 6 3 \| 6 3 \| \| \| \| 3. \| \| Nikola Ćaćić / Viktor Troicki Nicolás Jarry / Alejandro Tabilo \| 3 6 \| 62 7 \| \| \| \| \| \| \| \| \| \| \| \| \| \| \| \| \| \| \| \| \| \| \| \| \| \| \| \| \| \| \| \| \| \| \| \| \| \| \| \| \| \| \| |        |                                                                |     |       |    |  |
| |        |                                                                | 1.  | 2.    | 3. |  |
| 1. |        | Dušan Lajović Nicolás Jarry                                    | 6 2 | 7 63  |    |  |
| 2. |        | Novak Djoković Cristian Garín                                  | 6 3 | 6 3   |    |  |
| 3. |        | Nikola Ćaćić / Viktor Troicki Nicolás Jarry / Alejandro Tabilo | 3 6 | 62 7  |    |  |
| |        |                                                                |     |       |    |  |
| |        |                                                                |     |       |    |  |
| |        |                                                                |     |       |    |  |
| |        |                                                                |     |       |    |  |
| |        |                                                                |     |       |    |  |

#### Francie vs. Jihoafrická republika
| | Francie | 1 :                                                                  | 2   | Jihoafrická republika |      |  |
| --- | ------- | -------------------------------------------------------------------- | --- | --------------------- | ---- |  |
| Brisbane 8. ledna 2020 |         |                                                                      |     |                       |      |  |
| \| \| \| \| 1. \| 2. \| 3. \| \| \| -- \| \| -------------------------------------------------------------------- \| --- \| ---- \| ---- \| \| \| 1. \| \| Gilles Simon Lloyd Harris \| 2 6 \| 6 2 \| 6 2 \| \| \| 2. \| \| Benoît Paire Kevin Anderson \| 6 2 \| 61 7 \| 65 7 \| \| \| 3. \| \| Nicolas Mahut / Édouard Roger-Vasselin Raven Klaasen / Ruan Roelofse \| 3 6 \| 4 6 \| \| \| \| \| \| \| \| \| \| \| \| \| \| \| \| \| \| \| \| \| \| \| \| \| \| \| \| \| \| \| \| \| \| \| \| \| \| \| \| \| \| \| |         |                                                                      |     |                       |      |  |
| |         |                                                                      | 1.  | 2.                    | 3.   |  |
| 1. |         | Gilles Simon Lloyd Harris                                            | 2 6 | 6 2                   | 6 2  |  |
| 2. |         | Benoît Paire Kevin Anderson                                          | 6 2 | 61 7                  | 65 7 |  |
| 3. |         | Nicolas Mahut / Édouard Roger-Vasselin Raven Klaasen / Ruan Roelofse | 3 6 | 4 6                   |      |  |
| |         |                                                                      |     |                       |      |  |
| |         |                                                                      |     |                       |      |  |
| |         |                                                                      |     |                       |      |  |
| |         |                                                                      |     |                       |      |  |
| |         |                                                                      |     |                       |      |  |

### Skupina B
| Poř. | tým       | mez. zápasy | utkání | sety | % setů | hry    | % her |
| ---- | --------- | ----------- | ------ | ---- | ------ | ------ | ----- |
| 1.   | Španělsko | 3–0         | 9–0    | 18–2 | 90,0   | 108–56 | 65,9  |
| 2.   | Japonsko  | 2–1         | 5–4    | 11–9 | 55,0   | 99–80  | 55,3  |
| 3.   | Gruzie    | 1–2         | 3–6    | 7–13 | 35,0   | 72–100 | 41,9  |
| 4.   | Uruguay   | 0–3         | 1–8    | 4–16 | 20,0   | 57–100 | 36,3  |

#### Japonsko vs. Uruguay
| | Japonsko | 3 :                                                       | 0    | Uruguay |    |  |
| --- | -------- | --------------------------------------------------------- | ---- | ------- | -- |  |
| Perth 4. ledna 2020 |          |                                                           |      |         |    |  |
| \| \| \| \| 1. \| 2. \| 3. \| \| \| -- \| \| --------------------------------------------------------- \| ---- \| --- \| -- \| \| \| 1. \| \| Go Soeda Martín Cuevas \| 6 1 \| 6 3 \| \| \| \| 2. \| \| Jošihito Nišioka Pablo Cuevas \| 6 0 \| 6 1 \| \| \| \| 3. \| \| Tošihide Macui / Ben McLachlan Ariel Behar / Pablo Cuevas \| 7 65 \| 6 4 \| \| \| \| \| \| \| \| \| \| \| \| \| \| \| \| \| \| \| \| \| \| \| \| \| \| \| \| \| \| \| \| \| \| \| \| \| \| \| \| \| \| \| |          |                                                           |      |         |    |  |
| |          |                                                           | 1.   | 2.      | 3. |  |
| 1. |          | Go Soeda Martín Cuevas                                    | 6 1  | 6 3     |    |  |
| 2. |          | Jošihito Nišioka Pablo Cuevas                             | 6 0  | 6 1     |    |  |
| 3. |          | Tošihide Macui / Ben McLachlan Ariel Behar / Pablo Cuevas | 7 65 | 6 4     |    |  |
| |          |                                                           |      |         |    |  |
| |          |                                                           |      |         |    |  |
| |          |                                                           |      |         |    |  |
| |          |                                                           |      |         |    |  |
| |          |                                                           |      |         |    |  |

#### Španělsko vs. Gruzie
| | Španělsko | 3 :                                                                     | 0   | Gruzie |    |  |
| --- | --------- | ----------------------------------------------------------------------- | --- | ------ | -- |  |
| Perth 4. ledna 2020 |           |                                                                         |     |        |    |  |
| \| \| \| \| 1. \| 2. \| 3. \| \| \| -- \| \| ----------------------------------------------------------------------- \| --- \| --- \| -- \| \| \| 1. \| \| Roberto Bautista Agut Aleksandre Metreveli \| 6 0 \| 6 0 \| \| \| \| 2. \| \| Rafael Nadal Nikoloz Basilašvili \| 6 3 \| 7 5 \| \| \| \| 3. \| \| Pablo Carreño Busta / Feliciano López Aleksandre Bakši / George Civadze \| 6 3 \| 6 4 \| \| \| \| \| \| \| \| \| \| \| \| \| \| \| \| \| \| \| \| \| \| \| \| \| \| \| \| \| \| \| \| \| \| \| \| \| \| \| \| \| \| \| |           |                                                                         |     |        |    |  |
| |           |                                                                         | 1.  | 2.     | 3. |  |
| 1. |           | Roberto Bautista Agut Aleksandre Metreveli                              | 6 0 | 6 0    |    |  |
| 2. |           | Rafael Nadal Nikoloz Basilašvili                                        | 6 3 | 7 5    |    |  |
| 3. |           | Pablo Carreño Busta / Feliciano López Aleksandre Bakši / George Civadze | 6 3 | 6 4    |    |  |
| |           |                                                                         |     |        |    |  |
| |           |                                                                         |     |        |    |  |
| |           |                                                                         |     |        |    |  |
| |           |                                                                         |     |        |    |  |
| |           |                                                                         |     |        |    |  |

#### Japonsko vs. Gruzie
| | Japonsko | 2 :                                                               | 1   | Gruzie |     |  |
| --- | -------- | ----------------------------------------------------------------- | --- | ------ | --- |  |
| Perth 6. ledna 2020 |          |                                                                   |     |        |     |  |
| \| \| \| \| 1. \| 2. \| 3. \| \| \| -- \| \| ----------------------------------------------------------------- \| --- \| --- \| --- \| \| \| 1. \| \| Go Soeda Aleksandre Metreveli \| 4 6 \| 6 3 \| 6 2 \| \| \| 2. \| \| Jošihito Nišioka Nikoloz Basilašvili \| 6 2 \| 6 3 \| \| \| \| 3. \| \| Tošihide Macui / Ben McLachlan Aleksandre Bakši / Zura Tkemaladze \| 2 6 \| 4 6 \| \| \| \| \| \| \| \| \| \| \| \| \| \| \| \| \| \| \| \| \| \| \| \| \| \| \| \| \| \| \| \| \| \| \| \| \| \| \| \| \| \| \| |          |                                                                   |     |        |     |  |
| |          |                                                                   | 1.  | 2.     | 3.  |  |
| 1. |          | Go Soeda Aleksandre Metreveli                                     | 4 6 | 6 3    | 6 2 |  |
| 2. |          | Jošihito Nišioka Nikoloz Basilašvili                              | 6 2 | 6 3    |     |  |
| 3. |          | Tošihide Macui / Ben McLachlan Aleksandre Bakši / Zura Tkemaladze | 2 6 | 4 6    |     |  |
| |          |                                                                   |     |        |     |  |
| |          |                                                                   |     |        |     |  |
| |          |                                                                   |     |        |     |  |
| |          |                                                                   |     |        |     |  |
| |          |                                                                   |     |        |     |  |

#### Španělsko vs. Uruguay
| | Španělsko | 3 :                                                                     | 0   | Uruguay |          |  |
| --- | --------- | ----------------------------------------------------------------------- | --- | ------- | -------- |  |
| Perth 6. ledna 2020 |           |                                                                         |     |         |          |  |
| \| \| \| \| 1. \| 2. \| 3. \| \| \| -- \| \| ----------------------------------------------------------------------- \| --- \| --- \| -------- \| \| \| 1. \| \| Roberto Bautista Agut Franco Roncadelli \| 6 1 \| 6 2 \| \| \| \| 2. \| \| Rafael Nadal Pablo Cuevas \| 6 2 \| 6 1 \| \| \| \| 3. \| \| Pablo Carreño Busta / Feliciano López Ariel Behar / Juan Martín Fumeaux \| 6 1 \| 3 6 \| [10] [3] \| \| \| \| \| \| \| \| \| \| \| \| \| \| \| \| \| \| \| \| \| \| \| \| \| \| \| \| \| \| \| \| \| \| \| \| \| \| \| \| \| \| |           |                                                                         |     |         |          |  |
| |           |                                                                         | 1.  | 2.      | 3.       |  |
| 1. |           | Roberto Bautista Agut Franco Roncadelli                                 | 6 1 | 6 2     |          |  |
| 2. |           | Rafael Nadal Pablo Cuevas                                               | 6 2 | 6 1     |          |  |
| 3. |           | Pablo Carreño Busta / Feliciano López Ariel Behar / Juan Martín Fumeaux | 6 1 | 3 6     | [10] [3] |  |
| |           |                                                                         |     |         |          |  |
| |           |                                                                         |     |         |          |  |
| |           |                                                                         |     |         |          |  |
| |           |                                                                         |     |         |          |  |
| |           |                                                                         |     |         |          |  |

#### Španělsko vs. Japonsko
| | Španělsko | 3 :                                                         | 0    | Japonsko |          |  |
| --- | --------- | ----------------------------------------------------------- | ---- | -------- | -------- |  |
| Perth 8. ledna 2020 |           |                                                             |      |          |          |  |
| \| \| \| \| 1. \| 2. \| 3. \| \| \| -- \| \| ----------------------------------------------------------- \| ---- \| --- \| -------- \| \| \| 1. \| \| Roberto Bautista Agut Go Soeda \| 6 2 \| 6 4 \| \| \| \| 2. \| \| Rafael Nadal Jošihito Nišioka \| 7 64 \| 6 4 \| \| \| \| 3. \| \| Pablo Carreño Busta / Rafael Nadal Ben McLachlan / Go Soeda \| 7 65 \| 4 6 \| [10] [6] \| \| \| \| \| \| \| \| \| \| \| \| \| \| \| \| \| \| \| \| \| \| \| \| \| \| \| \| \| \| \| \| \| \| \| \| \| \| \| \| \| \| |           |                                                             |      |          |          |  |
| |           |                                                             | 1.   | 2.       | 3.       |  |
| 1. |           | Roberto Bautista Agut Go Soeda                              | 6 2  | 6 4      |          |  |
| 2. |           | Rafael Nadal Jošihito Nišioka                               | 7 64 | 6 4      |          |  |
| 3. |           | Pablo Carreño Busta / Rafael Nadal Ben McLachlan / Go Soeda | 7 65 | 4 6      | [10] [6] |  |
| |           |                                                             |      |          |          |  |
| |           |                                                             |      |          |          |  |
| |           |                                                             |      |          |          |  |
| |           |                                                             |      |          |          |  |
| |           |                                                             |      |          |          |  |

#### Gruzie vs. Uruguay
| | Gruzie | 2 :                                                                | 1   | Uruguay |     |  |
| --- | ------ | ------------------------------------------------------------------ | --- | ------- | --- |  |
| Perth 8. ledna 2020 |        |                                                                    |     |         |     |  |
| \| \| \| \| 1. \| 2. \| 3. \| \| \| -- \| \| ------------------------------------------------------------------ \| --- \| --- \| --- \| \| \| 1. \| \| Aleksandre Metreveli Franco Roncadelli \| 6 2 \| 6 1 \| \| \| \| 2. \| \| Nikoloz Basilašvili Pablo Cuevas \| 6 4 \| 1 6 \| 6 4 \| \| \| 3. \| \| Aleksandre Bakši / Aleksandre Metreveli Ariel Behar / Pablo Cuevas \| 2 6 \| 2 6 \| \| \| \| \| \| \| \| \| \| \| \| \| \| \| \| \| \| \| \| \| \| \| \| \| \| \| \| \| \| \| \| \| \| \| \| \| \| \| \| \| \| \| |        |                                                                    |     |         |     |  |
| |        |                                                                    | 1.  | 2.      | 3.  |  |
| 1. |        | Aleksandre Metreveli Franco Roncadelli                             | 6 2 | 6 1     |     |  |
| 2. |        | Nikoloz Basilašvili Pablo Cuevas                                   | 6 4 | 1 6     | 6 4 |  |
| 3. |        | Aleksandre Bakši / Aleksandre Metreveli Ariel Behar / Pablo Cuevas | 2 6 | 2 6     |     |  |
| |        |                                                                    |     |         |     |  |
| |        |                                                                    |     |         |     |  |
| |        |                                                                    |     |         |     |  |
| |        |                                                                    |     |         |     |  |
| |        |                                                                    |     |         |     |  |

### Skupina C
| Poř. | tým                | mez. zápasy | utkání | sety  | % setů | hry    | % her |
| ---- | ------------------ | ----------- | ------ | ----- | ------ | ------ | ----- |
| 1.   | Spojené království | 2–1         | 6–3    | 14–7  | 66,7   | 106–80 | 57,0  |
| 2.   | Belgie             | 2–1         | 6–3    | 12–10 | 54,5   | 103–97 | 51,5  |
| 3.   | Bulharsko          | 2–1         | 5–4    | 13–10 | 56,5   | 105–92 | 53,3  |
| 4.   | Moldavsko          | 0–3         | 1–8    | 4–16  | 20,0   | 71–116 | 38,0  |

#### Belgie vs. Moldavsko
| | Belgie | 3 :                                                         | 0    | Moldavsko |          |  |
| --- | ------ | ----------------------------------------------------------- | ---- | --------- | -------- |  |
| Sydney 3. ledna 2020 |        |                                                             |      |           |          |  |
| \| \| \| \| 1. \| 2. \| 3. \| \| \| -- \| \| ----------------------------------------------------------- \| ---- \| ---- \| -------- \| \| \| 1. \| \| Steve Darcis Alexandr Cozbinov \| 6 4 \| 64 7 \| 7 5 \| \| \| 2. \| \| David Goffin Radu Albot \| 6 4 \| 6 1 \| \| \| \| 3. \| \| Sander Gillé / Joran Vliegen Radu Albot / Alexandr Cozbinov \| 65 7 \| 7 64 \| [11] [9] \| \| \| \| \| \| \| \| \| \| \| \| \| \| \| \| \| \| \| \| \| \| \| \| \| \| \| \| \| \| \| \| \| \| \| \| \| \| \| \| \| \| |        |                                                             |      |           |          |  |
| |        |                                                             | 1.   | 2.        | 3.       |  |
| 1. |        | Steve Darcis Alexandr Cozbinov                              | 6 4  | 64 7      | 7 5      |  |
| 2. |        | David Goffin Radu Albot                                     | 6 4  | 6 1       |          |  |
| 3. |        | Sander Gillé / Joran Vliegen Radu Albot / Alexandr Cozbinov | 65 7 | 7 64      | [11] [9] |  |
| |        |                                                             |      |           |          |  |
| |        |                                                             |      |           |          |  |
| |        |                                                             |      |           |          |  |
| |        |                                                             |      |           |          |  |
| |        |                                                             |      |           |          |  |

#### Velká Británie vs. Bulharsko
| | Velká Británie | 1 :                                                              | 2    | Bulharsko |          |  |
| --- | -------------- | ---------------------------------------------------------------- | ---- | --------- | -------- |  |
| Sydney 3. ledna 2020 |                |                                                                  |      |           |          |  |
| \| \| \| \| 1. \| 2. \| 3. \| \| \| -- \| \| ---------------------------------------------------------------- \| ---- \| ---- \| -------- \| \| \| 1. \| \| Cameron Norrie Dimitar Kuzmanov \| 6 2 \| 3 6 \| 6 2 \| \| \| 2. \| \| Dan Evans Grigor Dimitrov \| 6 2 \| 4 6 \| 1 6 \| \| \| 3. \| \| Jamie Murray / Joe Salisbury Grigor Dimitrov / Alexandar Lazarov \| 65 7 \| 7 62 \| [9] [11] \| \| \| \| \| \| \| \| \| \| \| \| \| \| \| \| \| \| \| \| \| \| \| \| \| \| \| \| \| \| \| \| \| \| \| \| \| \| \| \| \| \| |                |                                                                  |      |           |          |  |
| |                |                                                                  | 1.   | 2.        | 3.       |  |
| 1. |                | Cameron Norrie Dimitar Kuzmanov                                  | 6 2  | 3 6       | 6 2      |  |
| 2. |                | Dan Evans Grigor Dimitrov                                        | 6 2  | 4 6       | 1 6      |  |
| 3. |                | Jamie Murray / Joe Salisbury Grigor Dimitrov / Alexandar Lazarov | 65 7 | 7 62      | [9] [11] |  |
| |                |                                                                  |      |           |          |  |
| |                |                                                                  |      |           |          |  |
| |                |                                                                  |      |           |          |  |
| |                |                                                                  |      |           |          |  |
| |                |                                                                  |      |           |          |  |

#### Bulharsko vs. Moldavsko
| | Bulharsko | 2 :                                                                | 1   | Moldavsko |    |  |
| --- | --------- | ------------------------------------------------------------------ | --- | --------- | -- |  |
| Sydney 5. ledna 2020 |           |                                                                    |     |           |    |  |
| \| \| \| \| 1. \| 2. \| 3. \| \| \| -- \| \| ------------------------------------------------------------------ \| --- \| ---- \| -- \| \| \| 1. \| \| Dimitar Kuzmanov Alexandr Cozbinov \| 6 1 \| 7 5 \| \| \| \| 2. \| \| Grigor Dimitrov Radu Albot \| 6 2 \| 6 3 \| \| \| \| 3. \| \| Grigor Dimitrov / Alexandar Lazarov Radu Albot / Alexandr Cozbinov \| 4 6 \| 64 7 \| \| \| \| \| \| \| \| \| \| \| \| \| \| \| \| \| \| \| \| \| \| \| \| \| \| \| \| \| \| \| \| \| \| \| \| \| \| \| \| \| \| \| |           |                                                                    |     |           |    |  |
| |           |                                                                    | 1.  | 2.        | 3. |  |
| 1. |           | Dimitar Kuzmanov Alexandr Cozbinov                                 | 6 1 | 7 5       |    |  |
| 2. |           | Grigor Dimitrov Radu Albot                                         | 6 2 | 6 3       |    |  |
| 3. |           | Grigor Dimitrov / Alexandar Lazarov Radu Albot / Alexandr Cozbinov | 4 6 | 64 7      |    |  |
| |           |                                                                    |     |           |    |  |
| |           |                                                                    |     |           |    |  |
| |           |                                                                    |     |           |    |  |
| |           |                                                                    |     |           |    |  |
| |           |                                                                    |     |           |    |  |

#### Belgie vs. Velká Británie
| | Belgie | 1 :                                                       | 2   | Velká Británie |    |  |
| --- | ------ | --------------------------------------------------------- | --- | -------------- | -- |  |
| Sydney 5. ledna 2020 |        |                                                           |     |                |    |  |
| \| \| \| \| 1. \| 2. \| 3. \| \| \| -- \| \| --------------------------------------------------------- \| --- \| ---- \| -- \| \| \| 1. \| \| Steve Darcis Cameron Norrie \| 6 2 \| 6 4 \| \| \| \| 2. \| \| David Goffin Dan Evans \| 4 6 \| 4 6 \| \| \| \| 3. \| \| Sander Gillé / Joran Vliegen Jamie Murray / Joe Salisbury \| 3 6 \| 67 9 \| \| \| \| \| \| \| \| \| \| \| \| \| \| \| \| \| \| \| \| \| \| \| \| \| \| \| \| \| \| \| \| \| \| \| \| \| \| \| \| \| \| \| |        |                                                           |     |                |    |  |
| |        |                                                           | 1.  | 2.             | 3. |  |
| 1. |        | Steve Darcis Cameron Norrie                               | 6 2 | 6 4            |    |  |
| 2. |        | David Goffin Dan Evans                                    | 4 6 | 4 6            |    |  |
| 3. |        | Sander Gillé / Joran Vliegen Jamie Murray / Joe Salisbury | 3 6 | 67 9           |    |  |
| |        |                                                           |     |                |    |  |
| |        |                                                           |     |                |    |  |
| |        |                                                           |     |                |    |  |
| |        |                                                           |     |                |    |  |
| |        |                                                           |     |                |    |  |

#### Velká Británie vs. Moldavsko
| | Velká Británie | 3 :                                                         | 0   | Moldavsko |    |  |
| --- | -------------- | ----------------------------------------------------------- | --- | --------- | -- |  |
| Sydney 7. ledna 2020 |                |                                                             |     |           |    |  |
| \| \| \| \| 1. \| 2. \| 3. \| \| \| -- \| \| ----------------------------------------------------------- \| --- \| --- \| -- \| \| \| 1. \| \| Cameron Norrie Alexandr Cozbinov \| 6 2 \| 6 2 \| \| \| \| 2. \| \| Dan Evans Radu Albot \| 6 2 \| 6 2 \| \| \| \| 3. \| \| Jamie Murray / Joe Salisbury Radu Albot / Alexandr Cozbinov \| 6 2 \| 6 3 \| \| \| \| \| \| \| \| \| \| \| \| \| \| \| \| \| \| \| \| \| \| \| \| \| \| \| \| \| \| \| \| \| \| \| \| \| \| \| \| \| \| \| |                |                                                             |     |           |    |  |
| |                |                                                             | 1.  | 2.        | 3. |  |
| 1. |                | Cameron Norrie Alexandr Cozbinov                            | 6 2 | 6 2       |    |  |
| 2. |                | Dan Evans Radu Albot                                        | 6 2 | 6 2       |    |  |
| 3. |                | Jamie Murray / Joe Salisbury Radu Albot / Alexandr Cozbinov | 6 2 | 6 3       |    |  |
| |                |                                                             |     |           |    |  |
| |                |                                                             |     |           |    |  |
| |                |                                                             |     |           |    |  |
| |                |                                                             |     |           |    |  |
| |                |                                                             |     |           |    |  |

#### Belgie vs. Bulharsko
| | Belgie | 2 :                                                              | 1   | Bulharsko |          |  |
| --- | ------ | ---------------------------------------------------------------- | --- | --------- | -------- |  |
| Sydney 7. ledna 2020 |        |                                                                  |     |           |          |  |
| \| \| \| \| 1. \| 2. \| 3. \| \| \| -- \| \| ---------------------------------------------------------------- \| --- \| --- \| -------- \| \| \| 1. \| \| Steve Darcis Dimitar Kuzmanov \| 0 6 \| 3 6 \| \| \| \| 2. \| \| David Goffin Grigor Dimitrov \| 4 6 \| 6 2 \| 6 2 \| \| \| 3. \| \| Sander Gillé / Joran Vliegen Grigor Dimitrov / Alexandar Lazarov \| 3 6 \| 6 4 \| [10] [7] \| \| \| \| \| \| \| \| \| \| \| \| \| \| \| \| \| \| \| \| \| \| \| \| \| \| \| \| \| \| \| \| \| \| \| \| \| \| \| \| \| \| |        |                                                                  |     |           |          |  |
| |        |                                                                  | 1.  | 2.        | 3.       |  |
| 1. |        | Steve Darcis Dimitar Kuzmanov                                    | 0 6 | 3 6       |          |  |
| 2. |        | David Goffin Grigor Dimitrov                                     | 4 6 | 6 2       | 6 2      |  |
| 3. |        | Sander Gillé / Joran Vliegen Grigor Dimitrov / Alexandar Lazarov | 3 6 | 6 4       | [10] [7] |  |
| |        |                                                                  |     |           |          |  |
| |        |                                                                  |     |           |          |  |
| |        |                                                                  |     |           |          |  |
| |        |                                                                  |     |           |          |  |
| |        |                                                                  |     |           |          |  |

### Skupina D
| Poř. | tým                    | mez. zápasy | utkání | sety | % setů | hry     | % her |
| ---- | ---------------------- | ----------- | ------ | ---- | ------ | ------- | ----- |
| 1.   | Rusko                  | 3–0         | 8–1    | 16–4 | 80,0   | 111–75  | 59,7  |
| 2.   | Itálie                 | 2–1         | 5–4    | 11–9 | 55,0   | 94–94   | 50,0  |
| 3.   | Norsko                 | 1–2         | 3–6    | 6–14 | 30,0   | 80–106  | 43,0  |
| 4.   | Spojené státy americké | 0–3         | 2–7    | 8–14 | 36,4   | 100–110 | 47,6  |

#### Spojené státy americké vs. Norsko
| | Spojené státy americké | 1 :                                                         | 2    | Norsko  |          |  |
| --- | ---------------------- | ----------------------------------------------------------- | ---- | ------- | -------- |  |
| Perth 3. ledna 2020 |                        |                                                             |      |         |          |  |
| \| \| \| \| 1. \| 2. \| 3. \| \| \| -- \| \| ----------------------------------------------------------- \| ---- \| ------- \| -------- \| \| \| 1. \| \| Taylor Fritz Viktor Durasovic \| 6 2 \| 6 2 \| \| \| \| 2. \| \| John Isner Casper Ruud \| 7 63 \| 610 712 \| 5 7 \| \| \| 3. \| \| Austin Krajicek / Rajeev Ram Viktor Durasovic / Casper Ruud \| 6 4 \| 3 6 \| [5] [10] \| \| \| \| \| \| \| \| \| \| \| \| \| \| \| \| \| \| \| \| \| \| \| \| \| \| \| \| \| \| \| \| \| \| \| \| \| \| \| \| \| \| |                        |                                                             |      |         |          |  |
| |                        |                                                             | 1.   | 2.      | 3.       |  |
| 1. |                        | Taylor Fritz Viktor Durasovic                               | 6 2  | 6 2     |          |  |
| 2. |                        | John Isner Casper Ruud                                      | 7 63 | 610 712 | 5 7      |  |
| 3. |                        | Austin Krajicek / Rajeev Ram Viktor Durasovic / Casper Ruud | 6 4  | 3 6     | [5] [10] |  |
| |                        |                                                             |      |         |          |  |
| |                        |                                                             |      |         |          |  |
| |                        |                                                             |      |         |          |  |
| |                        |                                                             |      |         |          |  |
| |                        |                                                             |      |         |          |  |

#### Rusko vs. Itálie
| | Rusko | 3 :                                                             | 0   | Itálie |     |  |
| --- | ----- | --------------------------------------------------------------- | --- | ------ | --- |  |
| Perth 3. ledna 2020 |       |                                                                 |     |        |     |  |
| \| \| \| \| 1. \| 2. \| 3. \| \| \| -- \| \| --------------------------------------------------------------- \| --- \| --- \| --- \| \| \| 1. \| \| Karen Chačanov Stefano Travaglia \| 7 5 \| 6 3 \| \| \| \| 2. \| \| Daniil Medveděv Fabio Fognini \| 1 6 \| 6 1 \| 6 3 \| \| \| 3. \| \| Karen Chačanov / Daniil Medveděv Simone Bolelli / Paolo Lorenzi \| 6 4 \| 6 3 \| \| \| \| \| \| \| \| \| \| \| \| \| \| \| \| \| \| \| \| \| \| \| \| \| \| \| \| \| \| \| \| \| \| \| \| \| \| \| \| \| \| \| |       |                                                                 |     |        |     |  |
| |       |                                                                 | 1.  | 2.     | 3.  |  |
| 1. |       | Karen Chačanov Stefano Travaglia                                | 7 5 | 6 3    |     |  |
| 2. |       | Daniil Medveděv Fabio Fognini                                   | 1 6 | 6 1    | 6 3 |  |
| 3. |       | Karen Chačanov / Daniil Medveděv Simone Bolelli / Paolo Lorenzi | 6 4 | 6 3    |     |  |
| |       |                                                                 |     |        |     |  |
| |       |                                                                 |     |        |     |  |
| |       |                                                                 |     |        |     |  |
| |       |                                                                 |     |        |     |  |
| |       |                                                                 |     |        |     |  |

#### Itálie vs. Norsko
| | Itálie | 2 :                                                           | 1   | Norsko |    |  |
| --- | ------ | ------------------------------------------------------------- | --- | ------ | -- |  |
| Perth 5. ledna 2020 |        |                                                               |     |        |    |  |
| \| \| \| \| 1. \| 2. \| 3. \| \| \| -- \| \| ------------------------------------------------------------- \| --- \| ---- \| -- \| \| \| 1. \| \| Stefano Travaglia Viktor Durasovic \| 6 1 \| 6 1 \| \| \| \| 2. \| \| Fabio Fognini Casper Ruud \| 2 6 \| 2 6 \| \| \| \| 3. \| \| Simone Bolelli / Fabio Fognini Viktor Durasovic / Casper Ruud \| 6 3 \| 7 63 \| \| \| \| \| \| \| \| \| \| \| \| \| \| \| \| \| \| \| \| \| \| \| \| \| \| \| \| \| \| \| \| \| \| \| \| \| \| \| \| \| \| \| |        |                                                               |     |        |    |  |
| |        |                                                               | 1.  | 2.     | 3. |  |
| 1. |        | Stefano Travaglia Viktor Durasovic                            | 6 1 | 6 1    |    |  |
| 2. |        | Fabio Fognini Casper Ruud                                     | 2 6 | 2 6    |    |  |
| 3. |        | Simone Bolelli / Fabio Fognini Viktor Durasovic / Casper Ruud | 6 3 | 7 63   |    |  |
| |        |                                                               |     |        |    |  |
| |        |                                                               |     |        |    |  |
| |        |                                                               |     |        |    |  |
| |        |                                                               |     |        |    |  |
| |        |                                                               |     |        |    |  |

#### Rusko vs. Spojené státy americké
| | Rusko | 2 :                                                           | 1   | Spojené státy americké |     |  |
| --- | ----- | ------------------------------------------------------------- | --- | ---------------------- | --- |  |
| Perth 5. ledna 2020 |       |                                                               |     |                        |     |  |
| \| \| \| \| 1. \| 2. \| 3. \| \| \| -- \| \| ------------------------------------------------------------- \| --- \| --- \| --- \| \| \| 1. \| \| Karen Chačanov Taylor Fritz \| 3 6 \| 7 5 \| 6 1 \| \| \| 2. \| \| Daniil Medveděv John Isner \| 6 3 \| 6 1 \| \| \| \| 3. \| \| Karen Chačanov / Daniil Medveděv Austin Krajicek / Rajeev Ram \| 3 6 \| 4 6 \| \| \| \| \| \| \| \| \| \| \| \| \| \| \| \| \| \| \| \| \| \| \| \| \| \| \| \| \| \| \| \| \| \| \| \| \| \| \| \| \| \| \| |       |                                                               |     |                        |     |  |
| |       |                                                               | 1.  | 2.                     | 3.  |  |
| 1. |       | Karen Chačanov Taylor Fritz                                   | 3 6 | 7 5                    | 6 1 |  |
| 2. |       | Daniil Medveděv John Isner                                    | 6 3 | 6 1                    |     |  |
| 3. |       | Karen Chačanov / Daniil Medveděv Austin Krajicek / Rajeev Ram | 3 6 | 4 6                    |     |  |
| |       |                                                               |     |                        |     |  |
| |       |                                                               |     |                        |     |  |
| |       |                                                               |     |                        |     |  |
| |       |                                                               |     |                        |     |  |
| |       |                                                               |     |                        |     |  |

#### Rusko vs. Norsko
| | Rusko | 3 :                                                                    | 0    | Norsko |    |  |
| --- | ----- | ---------------------------------------------------------------------- | ---- | ------ | -- |  |
| Perth 7. ledna 2020 |       |                                                                        |      |        |    |  |
| \| \| \| \| 1. \| 2. \| 3. \| \| \| -- \| \| ---------------------------------------------------------------------- \| ---- \| ----- \| -- \| \| \| 1. \| \| Karen Chačanov Viktor Durasovic \| 6 2 \| 6 1 \| \| \| \| 2. \| \| Daniil Medveděv Casper Ruud \| 6 3 \| 78 66 \| \| \| \| 3. \| \| Teimuraz Gabašvili / Konstantin Kravčuk Viktor Durasovic / Casper Ruud \| 7 64 \| 6 4 \| \| \| \| \| \| \| \| \| \| \| \| \| \| \| \| \| \| \| \| \| \| \| \| \| \| \| \| \| \| \| \| \| \| \| \| \| \| \| \| \| \| \| |       |                                                                        |      |        |    |  |
| |       |                                                                        | 1.   | 2.     | 3. |  |
| 1. |       | Karen Chačanov Viktor Durasovic                                        | 6 2  | 6 1    |    |  |
| 2. |       | Daniil Medveděv Casper Ruud                                            | 6 3  | 78 66  |    |  |
| 3. |       | Teimuraz Gabašvili / Konstantin Kravčuk Viktor Durasovic / Casper Ruud | 7 64 | 6 4    |    |  |
| |       |                                                                        |      |        |    |  |
| |       |                                                                        |      |        |    |  |
| |       |                                                                        |      |        |    |  |
| |       |                                                                        |      |        |    |  |
| |       |                                                                        |      |        |    |  |

#### Itálie vs. Spojené státy americké
| | Itálie | 3 :                                                         | 0    | Spojené státy americké |          |  |
| --- | ------ | ----------------------------------------------------------- | ---- | ---------------------- | -------- |  |
| Perth 7. ledna 2020 |        |                                                             |      |                        |          |  |
| \| \| \| \| 1. \| 2. \| 3. \| \| \| -- \| \| ----------------------------------------------------------- \| ---- \| ---- \| -------- \| \| \| 1. \| \| Stefano Travaglia Taylor Fritz \| 7 63 \| 7 61 \| \| \| \| 2. \| \| Fabio Fognini John Isner \| 6 4 \| 7 65 \| \| \| \| 3. \| \| Simone Bolelli / Fabio Fognini Austin Krajicek / Rajeev Ram \| 6 4 \| 65 7 \| [10] [3] \| \| \| \| \| \| \| \| \| \| \| \| \| \| \| \| \| \| \| \| \| \| \| \| \| \| \| \| \| \| \| \| \| \| \| \| \| \| \| \| \| \| |        |                                                             |      |                        |          |  |
| |        |                                                             | 1.   | 2.                     | 3.       |  |
| 1. |        | Stefano Travaglia Taylor Fritz                              | 7 63 | 7 61                   |          |  |
| 2. |        | Fabio Fognini John Isner                                    | 6 4  | 7 65                   |          |  |
| 3. |        | Simone Bolelli / Fabio Fognini Austin Krajicek / Rajeev Ram | 6 4  | 65 7                   | [10] [3] |  |
| |        |                                                             |      |                        |          |  |
| |        |                                                             |      |                        |          |  |
| |        |                                                             |      |                        |          |  |
| |        |                                                             |      |                        |          |  |
| |        |                                                             |      |                        |          |  |

### Skupina E
| Poř. | tým        | mez. zápasy | utkání | sety  | % setů | hry     | % her |
| ---- | ---------- | ----------- | ------ | ----- | ------ | ------- | ----- |
| 1.   | Argentina  | 2–1         | 5–4    | 12–10 | 54,5   | 100–91  | 52,4  |
| 2.   | Chorvatsko | 2–1         | 5–4    | 11–10 | 52,4   | 97–98   | 49,7  |
| 3.   | Polsko     | 1–2         | 4–5    | 10–13 | 43,5   | 101–111 | 47,6  |
| 4.   | Rakousko   | 1–2         | 4–5    | 12–12 | 50,0   | 120–118 | 50,4  |

#### Argentina vs. Polsko
| | Argentina | 2 :                                                            | 1   | Polsko |     |  |
| --- | --------- | -------------------------------------------------------------- | --- | ------ | --- |  |
| Sydney 4. ledna 2020 |           |                                                                |     |        |     |  |
| \| \| \| \| 1. \| 2. \| 3. \| \| \| -- \| \| -------------------------------------------------------------- \| --- \| --- \| --- \| \| \| 1. \| \| Guido Pella Kamil Majchrzak \| 6 2 \| 2 6 \| 6 2 \| \| \| 2. \| \| Diego Schwartzman Hubert Hurkacz \| 6 4 \| 2 6 \| 3 6 \| \| \| 3. \| \| Máximo González / Andrés Molteni Hubert Hurkacz / Łukasz Kubot \| 6 2 \| 6 4 \| \| \| \| \| \| \| \| \| \| \| \| \| \| \| \| \| \| \| \| \| \| \| \| \| \| \| \| \| \| \| \| \| \| \| \| \| \| \| \| \| \| \| |           |                                                                |     |        |     |  |
| |           |                                                                | 1.  | 2.     | 3.  |  |
| 1. |           | Guido Pella Kamil Majchrzak                                    | 6 2 | 2 6    | 6 2 |  |
| 2. |           | Diego Schwartzman Hubert Hurkacz                               | 6 4 | 2 6    | 3 6 |  |
| 3. |           | Máximo González / Andrés Molteni Hubert Hurkacz / Łukasz Kubot | 6 2 | 6 4    |     |  |
| |           |                                                                |     |        |     |  |
| |           |                                                                |     |        |     |  |
| |           |                                                                |     |        |     |  |
| |           |                                                                |     |        |     |  |
| |           |                                                                |     |        |     |  |

#### Rakousko vs. Chorvatsko
| | Rakousko | 0 :                                                      | 3    | Chorvatsko |     |  |
| --- | -------- | -------------------------------------------------------- | ---- | ---------- | --- |  |
| Sydney 4. ledna 2020 |          |                                                          |      |            |     |  |
| \| \| \| \| 1. \| 2. \| 3. \| \| \| -- \| \| -------------------------------------------------------- \| ---- \| --- \| --- \| \| \| 1. \| \| Dennis Novak Marin Čilić \| 7 64 \| 4 6 \| 4 6 \| \| \| 2. \| \| Dominic Thiem Borna Ćorić \| 64 7 \| 6 2 \| 3 6 \| \| \| 3. \| \| Oliver Marach / Jürgen Melzer Ivan Dodig / Nikola Mektić \| 64 7 \| 2 6 \| \| \| \| \| \| \| \| \| \| \| \| \| \| \| \| \| \| \| \| \| \| \| \| \| \| \| \| \| \| \| \| \| \| \| \| \| \| \| \| \| \| \| |          |                                                          |      |            |     |  |
| |          |                                                          | 1.   | 2.         | 3.  |  |
| 1. |          | Dennis Novak Marin Čilić                                 | 7 64 | 4 6        | 4 6 |  |
| 2. |          | Dominic Thiem Borna Ćorić                                | 64 7 | 6 2        | 3 6 |  |
| 3. |          | Oliver Marach / Jürgen Melzer Ivan Dodig / Nikola Mektić | 64 7 | 2 6        |     |  |
| |          |                                                          |      |            |     |  |
| |          |                                                          |      |            |     |  |
| |          |                                                          |      |            |     |  |
| |          |                                                          |      |            |     |  |
| |          |                                                          |      |            |     |  |

#### Chorvatsko vs. Polsko
| | Chorvatsko | 2 :                                                      | 1      | Polsko |    |  |
| --- | ---------- | -------------------------------------------------------- | ------ | ------ | -- |  |
| Sydney 6. ledna 2020 |            |                                                          |        |        |    |  |
| \| \| \| \| 1. \| 2. \| 3. \| \| \| -- \| \| -------------------------------------------------------- \| ------ \| --- \| -- \| \| \| 1. \| \| Marin Čilić Kacper Żuk \| 710 68 \| 6 4 \| \| \| \| 2. \| \| Borna Ćorić Hubert Hurkacz \| 2 6 \| 2 6 \| \| \| \| 3. \| \| Ivan Dodig / Nikola Mektić Hubert Hurkacz / Łukasz Kubot \| 6 2 \| 6 1 \| \| \| \| \| \| \| \| \| \| \| \| \| \| \| \| \| \| \| \| \| \| \| \| \| \| \| \| \| \| \| \| \| \| \| \| \| \| \| \| \| \| \| |            |                                                          |        |        |    |  |
| |            |                                                          | 1.     | 2.     | 3. |  |
| 1. |            | Marin Čilić Kacper Żuk                                   | 710 68 | 6 4    |    |  |
| 2. |            | Borna Ćorić Hubert Hurkacz                               | 2 6    | 2 6    |    |  |
| 3. |            | Ivan Dodig / Nikola Mektić Hubert Hurkacz / Łukasz Kubot | 6 2    | 6 1    |    |  |
| |            |                                                          |        |        |    |  |
| |            |                                                          |        |        |    |  |
| |            |                                                          |        |        |    |  |
| |            |                                                          |        |        |    |  |
| |            |                                                          |        |        |    |  |

#### Rakousko vs. Argentina
| | Rakousko | 3 :                                                            | 0   | Argentina |     |  |
| --- | -------- | -------------------------------------------------------------- | --- | --------- | --- |  |
| Sydney 6. ledna 2020 |          |                                                                |     |           |     |  |
| \| \| \| \| 1. \| 2. \| 3. \| \| \| -- \| \| -------------------------------------------------------------- \| --- \| ---- \| --- \| \| \| 1. \| \| Dennis Novak Guido Pella \| 0 6 \| 6 4 \| 6 4 \| \| \| 2. \| \| Dominic Thiem Diego Schwartzman \| 6 3 \| 7 63 \| \| \| \| 3. \| \| Oliver Marach / Jürgen Melzer Máximo González / Andrés Molteni \| 6 1 \| 6 4 \| \| \| \| \| \| \| \| \| \| \| \| \| \| \| \| \| \| \| \| \| \| \| \| \| \| \| \| \| \| \| \| \| \| \| \| \| \| \| \| \| \| \| |          |                                                                |     |           |     |  |
| |          |                                                                | 1.  | 2.        | 3.  |  |
| 1. |          | Dennis Novak Guido Pella                                       | 0 6 | 6 4       | 6 4 |  |
| 2. |          | Dominic Thiem Diego Schwartzman                                | 6 3 | 7 63      |     |  |
| 3. |          | Oliver Marach / Jürgen Melzer Máximo González / Andrés Molteni | 6 1 | 6 4       |     |  |
| |          |                                                                |     |           |     |  |
| |          |                                                                |     |           |     |  |
| |          |                                                                |     |           |     |  |
| |          |                                                                |     |           |     |  |
| |          |                                                                |     |           |     |  |

#### Rakousko vs. Polsko
| | Rakousko | 1 :                                                         | 2    | Polsko |          |  |
| --- | -------- | ----------------------------------------------------------- | ---- | ------ | -------- |  |
| Sydney 8. ledna 2020 |          |                                                             |      |        |          |  |
| \| \| \| \| 1. \| 2. \| 3. \| \| \| -- \| \| ----------------------------------------------------------- \| ---- \| ---- \| -------- \| \| \| 1. \| \| Dennis Novak Kacper Żuk \| 7 5 \| 63 7 \| 3 6 \| \| \| 2. \| \| Dominic Thiem Hubert Hurkacz \| 6 3 \| 4 6 \| 65 7 \| \| \| 3. \| \| Oliver Marach / Jürgen Melzer Hubert Hurkacz / Łukasz Kubot \| 63 7 \| 6 3 \| [11] [9] \| \| \| \| \| \| \| \| \| \| \| \| \| \| \| \| \| \| \| \| \| \| \| \| \| \| \| \| \| \| \| \| \| \| \| \| \| \| \| \| \| \| |          |                                                             |      |        |          |  |
| |          |                                                             | 1.   | 2.     | 3.       |  |
| 1. |          | Dennis Novak Kacper Żuk                                     | 7 5  | 63 7   | 3 6      |  |
| 2. |          | Dominic Thiem Hubert Hurkacz                                | 6 3  | 4 6    | 65 7     |  |
| 3. |          | Oliver Marach / Jürgen Melzer Hubert Hurkacz / Łukasz Kubot | 63 7 | 6 3    | [11] [9] |  |
| |          |                                                             |      |        |          |  |
| |          |                                                             |      |        |          |  |
| |          |                                                             |      |        |          |  |
| |          |                                                             |      |        |          |  |
| |          |                                                             |      |        |          |  |

#### Chorvatsko vs. Argentina
| | Chorvatsko | 0 :                                                         | 3    | Argentina |          |  |
| --- | ---------- | ----------------------------------------------------------- | ---- | --------- | -------- |  |
| Sydney 8. ledna 2020 |            |                                                             |      |           |          |  |
| \| \| \| \| 1. \| 2. \| 3. \| \| \| -- \| \| ----------------------------------------------------------- \| ---- \| --- \| -------- \| \| \| 1. \| \| Marin Čilić Guido Pella \| 61 7 \| 3 6 \| \| \| \| 2. \| \| Borna Ćorić Diego Schwartzman \| 2 6 \| 2 6 \| \| \| \| 3. \| \| Ivan Dodig / Nikola Mektić Máximo González / Andrés Molteni \| 6 3 \| 3 6 \| [2] [10] \| \| \| \| \| \| \| \| \| \| \| \| \| \| \| \| \| \| \| \| \| \| \| \| \| \| \| \| \| \| \| \| \| \| \| \| \| \| \| \| \| \| |            |                                                             |      |           |          |  |
| |            |                                                             | 1.   | 2.        | 3.       |  |
| 1. |            | Marin Čilić Guido Pella                                     | 61 7 | 3 6       |          |  |
| 2. |            | Borna Ćorić Diego Schwartzman                               | 2 6  | 2 6       |          |  |
| 3. |            | Ivan Dodig / Nikola Mektić Máximo González / Andrés Molteni | 6 3  | 3 6       | [2] [10] |  |
| |            |                                                             |      |           |          |  |
| |            |                                                             |      |           |          |  |
| |            |                                                             |      |           |          |  |
| |            |                                                             |      |           |          |  |
| |            |                                                             |      |           |          |  |

### Skupina F
| Poř. | tým       | mez. zápasy | utkání | sety | % setů | hry     | % her |
| ---- | --------- | ----------- | ------ | ---- | ------ | ------- | ----- |
| 1.   | Austrálie | 3–0         | 9–0    | 18–5 | 78,3   | 132–101 | 56,7  |
| 2.   | Kanada    | 2–1         | 5–4    | 12–8 | 60,0   | 99–87   | 53,2  |
| 3.   | Německo   | 1–2         | 3–6    | 7–13 | 35,0   | 83–98   | 45,9  |
| 4.   | Řecko     | 0–3         | 1–8    | 5–16 | 23,8   | 86–114  | 43,0  |

#### Řecko vs. Kanada
| | Řecko | 0 :                                                                              | 3    | Kanada |    |  |
| --- | ----- | -------------------------------------------------------------------------------- | ---- | ------ | -- |  |
| Brisbane 3. ledna 2020 |       |                                                                                  |      |        |    |  |
| \| \| \| \| 1. \| 2. \| 3. \| \| \| -- \| \| -------------------------------------------------------------------------------- \| ---- \| ---- \| -- \| \| \| 1. \| \| Michail Pervolarakis Félix Auger-Aliassime \| 1 6 \| 3 6 \| \| \| \| 2. \| \| Stefanos Tsitsipas Denis Shapovalov \| 6 78 \| 64 7 \| \| \| \| 3. \| \| Michail Pervolarakis / Petros Tsitsipas Félix Auger-Aliassime / Denis Shapovalov \| 2 6 \| 3 6 \| \| \| \| \| \| \| \| \| \| \| \| \| \| \| \| \| \| \| \| \| \| \| \| \| \| \| \| \| \| \| \| \| \| \| \| \| \| \| \| \| \| \| |       |                                                                                  |      |        |    |  |
| |       |                                                                                  | 1.   | 2.     | 3. |  |
| 1. |       | Michail Pervolarakis Félix Auger-Aliassime                                       | 1 6  | 3 6    |    |  |
| 2. |       | Stefanos Tsitsipas Denis Shapovalov                                              | 6 78 | 64 7   |    |  |
| 3. |       | Michail Pervolarakis / Petros Tsitsipas Félix Auger-Aliassime / Denis Shapovalov | 2 6  | 3 6    |    |  |
| |       |                                                                                  |      |        |    |  |
| |       |                                                                                  |      |        |    |  |
| |       |                                                                                  |      |        |    |  |
| |       |                                                                                  |      |        |    |  |
| |       |                                                                                  |      |        |    |  |

#### Německo vs. Austrálie
| | Německo | 0 :                                                       | 3   | Austrálie |     |  |
| --- | ------- | --------------------------------------------------------- | --- | --------- | --- |  |
| Brisbane 3. ledna 2020 |         |                                                           |     |           |     |  |
| \| \| \| \| 1. \| 2. \| 3. \| \| \| -- \| \| --------------------------------------------------------- \| --- \| ---- \| --- \| \| \| 1. \| \| Jan-Lennard Struff Nick Kyrgios \| 4 6 \| 64 7 \| \| \| \| 2. \| \| Alexander Zverev Alex de Minaur \| 6 4 \| 63 7 \| 2 6 \| \| \| 3. \| \| Kevin Krawietz / Andreas Mies Chris Guccione / John Peers \| 3 6 \| 4 6 \| \| \| \| \| \| \| \| \| \| \| \| \| \| \| \| \| \| \| \| \| \| \| \| \| \| \| \| \| \| \| \| \| \| \| \| \| \| \| \| \| \| \| |         |                                                           |     |           |     |  |
| |         |                                                           | 1.  | 2.        | 3.  |  |
| 1. |         | Jan-Lennard Struff Nick Kyrgios                           | 4 6 | 64 7      |     |  |
| 2. |         | Alexander Zverev Alex de Minaur                           | 6 4 | 63 7      | 2 6 |  |
| 3. |         | Kevin Krawietz / Andreas Mies Chris Guccione / John Peers | 3 6 | 4 6       |     |  |
| |         |                                                           |     |           |     |  |
| |         |                                                           |     |           |     |  |
| |         |                                                           |     |           |     |  |
| |         |                                                           |     |           |     |  |
| |         |                                                           |     |           |     |  |

#### Kanada vs. Austrálie
| | Kanada | 0 :                                                                | 3     | Austrálie |          |  |
| --- | ------ | ------------------------------------------------------------------ | ----- | --------- | -------- |  |
| Brisbane 5. ledna 2020 |        |                                                                    |       |           |          |  |
| \| \| \| \| 1. \| 2. \| 3. \| \| \| -- \| \| ------------------------------------------------------------------ \| ----- \| ---- \| -------- \| \| \| 1. \| \| Félix Auger-Aliassime John Millman \| 4 6 \| 2 6 \| \| \| \| 2. \| \| Denis Shapovalov Alex de Minaur \| 78 66 \| 4 6 \| 2 6 \| \| \| 3. \| \| Félix Auger-Aliassime / Adil Shamasdin Chris Guccione / John Peers \| 6 3 \| 63 7 \| [8] [10] \| \| \| \| \| \| \| \| \| \| \| \| \| \| \| \| \| \| \| \| \| \| \| \| \| \| \| \| \| \| \| \| \| \| \| \| \| \| \| \| \| \| |        |                                                                    |       |           |          |  |
| |        |                                                                    | 1.    | 2.        | 3.       |  |
| 1. |        | Félix Auger-Aliassime John Millman                                 | 4 6   | 2 6       |          |  |
| 2. |        | Denis Shapovalov Alex de Minaur                                    | 78 66 | 4 6       | 2 6      |  |
| 3. |        | Félix Auger-Aliassime / Adil Shamasdin Chris Guccione / John Peers | 6 3   | 63 7      | [8] [10] |  |
| |        |                                                                    |       |           |          |  |
| |        |                                                                    |       |           |          |  |
| |        |                                                                    |       |           |          |  |
| |        |                                                                    |       |           |          |  |
| |        |                                                                    |       |           |          |  |

#### Německo vs. Řecko
| | Německo | 2 :                                                                     | 1   | Řecko |           |  |
| --- | ------- | ----------------------------------------------------------------------- | --- | ----- | --------- |  |
| Brisbane 5. ledna 2020 |         |                                                                         |     |       |           |  |
| \| \| \| \| 1. \| 2. \| 3. \| \| \| -- \| \| ----------------------------------------------------------------------- \| --- \| --- \| --------- \| \| \| 1. \| \| Jan-Lennard Struff Michail Pervolarakis \| 6 4 \| 6 1 \| \| \| \| 2. \| \| Alexander Zverev Stefanos Tsitsipas \| 1 6 \| 4 6 \| \| \| \| 3. \| \| Kevin Krawietz / Andreas Mies Michail Pervolarakis / Stefanos Tsitsipas \| 3 6 \| 6 3 \| [17] [15] \| \| \| \| \| \| \| \| \| \| \| \| \| \| \| \| \| \| \| \| \| \| \| \| \| \| \| \| \| \| \| \| \| \| \| \| \| \| \| \| \| \| |         |                                                                         |     |       |           |  |
| |         |                                                                         | 1.  | 2.    | 3.        |  |
| 1. |         | Jan-Lennard Struff Michail Pervolarakis                                 | 6 4 | 6 1   |           |  |
| 2. |         | Alexander Zverev Stefanos Tsitsipas                                     | 1 6 | 4 6   |           |  |
| 3. |         | Kevin Krawietz / Andreas Mies Michail Pervolarakis / Stefanos Tsitsipas | 3 6 | 6 3   | [17] [15] |  |
| |         |                                                                         |     |       |           |  |
| |         |                                                                         |     |       |           |  |
| |         |                                                                         |     |       |           |  |
| |         |                                                                         |     |       |           |  |
| |         |                                                                         |     |       |           |  |

#### Německo vs. Kanada
| | Německo | 1 :                                                                    | 2   | Kanada |    |  |
| --- | ------- | ---------------------------------------------------------------------- | --- | ------ | -- |  |
| Brisbane 7. ledna 2020 |         |                                                                        |     |        |    |  |
| \| \| \| \| 1. \| 2. \| 3. \| \| \| -- \| \| ---------------------------------------------------------------------- \| --- \| ---- \| -- \| \| \| 1. \| \| Jan-Lennard Struff Félix Auger-Aliassime \| 6 1 \| 6 4 \| \| \| \| 2. \| \| Alexander Zverev Denis Shapovalov \| 2 6 \| 2 6 \| \| \| \| 3. \| \| Kevin Krawietz / Andreas Mies Félix Auger-Aliassime / Denis Shapovalov \| 3 6 \| 64 7 \| \| \| \| \| \| \| \| \| \| \| \| \| \| \| \| \| \| \| \| \| \| \| \| \| \| \| \| \| \| \| \| \| \| \| \| \| \| \| \| \| \| \| |         |                                                                        |     |        |    |  |
| |         |                                                                        | 1.  | 2.     | 3. |  |
| 1. |         | Jan-Lennard Struff Félix Auger-Aliassime                               | 6 1 | 6 4    |    |  |
| 2. |         | Alexander Zverev Denis Shapovalov                                      | 2 6 | 2 6    |    |  |
| 3. |         | Kevin Krawietz / Andreas Mies Félix Auger-Aliassime / Denis Shapovalov | 3 6 | 64 7   |    |  |
| |         |                                                                        |     |        |    |  |
| |         |                                                                        |     |        |    |  |
| |         |                                                                        |     |        |    |  |
| |         |                                                                        |     |        |    |  |
| |         |                                                                        |     |        |    |  |

#### Řecko vs. Austrálie
| | Řecko | 0 :                                                               | 3    | Austrálie |      |  |
| --- | ----- | ----------------------------------------------------------------- | ---- | --------- | ---- |  |
| Brisbane 7. ledna 2020 |       |                                                                   |      |           |      |  |
| \| \| \| \| 1. \| 2. \| 3. \| \| \| -- \| \| ----------------------------------------------------------------- \| ---- \| ---- \| ---- \| \| \| 1. \| \| Michail Pervolarakis John Millman \| 6 4 \| 1 6 \| 61 7 \| \| \| 2. \| \| Stefanos Tsitsipas Nick Kyrgios \| 67 9 \| 7 63 \| 65 7 \| \| \| 3. \| \| Markos Kalovelonis / Petros Tsitsipas Chris Guccione / John Peers \| 3 6 \| 4 6 \| \| \| \| \| \| \| \| \| \| \| \| \| \| \| \| \| \| \| \| \| \| \| \| \| \| \| \| \| \| \| \| \| \| \| \| \| \| \| \| \| \| \| |       |                                                                   |      |           |      |  |
| |       |                                                                   | 1.   | 2.        | 3.   |  |
| 1. |       | Michail Pervolarakis John Millman                                 | 6 4  | 1 6       | 61 7 |  |
| 2. |       | Stefanos Tsitsipas Nick Kyrgios                                   | 67 9 | 7 63      | 65 7 |  |
| 3. |       | Markos Kalovelonis / Petros Tsitsipas Chris Guccione / John Peers | 3 6  | 4 6       |      |  |
| |       |                                                                   |      |           |      |  |
| |       |                                                                   |      |           |      |  |
| |       |                                                                   |      |           |      |  |
| |       |                                                                   |      |           |      |  |
| |       |                                                                   |      |           |      |  |

### Tabulka týmů z 2. míst skupin
| Poř. | skupina | tým          | mez. zápasy | utkání | sety  | % setů | hry     | % her |
| ---- | ------- | ------------ | ----------- | ------ | ----- | ------ | ------- | ----- |
| 1.   | C       | Belgie       | 2–1         | 6–3    | 12–10 | 54,5   | 103–97  | 51,5  |
| 2.   | F       | Kanada       | 2–1         | 5–4    | 12–8  | 60,0   | 99–87   | 53,2  |
| 3.   | B       | Japonsko     | 2–1         | 5–4    | 11–9  | 55,0   | 99–80   | 55,3  |
| 4.   | D       | Itálie       | 2–1         | 5–4    | 11–9  | 55,0   | 94–94   | 50,0  |
| 5.   | A       | Jižní Afrika | 2–1         | 5–4    | 12–10 | 54,5   | 102–101 | 50,3  |
| 6.   | E       | Chorvatsko   | 2–1         | 5–4    | 11–10 | 52,4   | 97–98   | 49,7  |

## Vyřazovací fáze
Finálová vyřazovací fáze se odehrála v Ken Rosewall Aréně v Sydney.

### Pavouk
|  | Čtvrtfinále | Čtvrtfinále        | Čtvrtfinále |           |          | Semifinále | Semifinále | Semifinále |           |           | Finále    | Finále    | Finále    |           |           |
|  |             |                    |             |           |          |            |            |            |           |           |           |           |           |           |           |
|  | 10. ledna   |                    |             |           |          |            |            |            |           |           |           |           |           |           |           |
|  |             | Srbsko             | 3           |           |          |            |            |            |           |           |           |           |           |           |           |
|  |             | Kanada             | 0           |           |          | 11. ledna  | 11. ledna  | 11. ledna  | 11. ledna | 11. ledna |           |           |           |           |           |
|  |             |                    |             |           |          | Srbsko     | 3          |            |           |           |           |           |           |           |           |
|  | 9. ledna    | 9. ledna           | 9. ledna    | 9. ledna  |          |            | Rusko      | 0          |           |           |           |           |           |           |           |
|  |             | Argentina          | 1           |           |          |            |            |            |           |           |           |           |           |           |           |
|  |             | Rusko              | 2           |           |          |            |            |            |           |           | 12. ledna | 12. ledna | 12. ledna | 12. ledna | 12. ledna |
|  |             |                    |             |           |          |            |            |            |           |           |           | Srbsko    | 2         |           |           |
|  | 9. ledna    | 9. ledna           | 9. ledna    | 9. ledna  | 9. ledna |            |            |            |           |           |           | Španělsko | 1         |           |           |
|  |             | Spojené království | 1           |           |          |            |            |            |           |           |           |           |           |           |           |
|  |             | Austrálie          | 2           |           |          | 11. ledna  | 11. ledna  | 11. ledna  | 11. ledna | 11. ledna |           |           |           |           |           |
|  |             |                    |             |           |          | Austrálie  | 0          |            |           |           |           |           |           |           |           |
|  | 10. ledna   | 10. ledna          | 10. ledna   | 10. ledna |          |            | Španělsko  | 3          |           |           |           |           |           |           |           |
|  |             | Belgie             | 1           |           |          |            |            |            |           |           |           |           |           |           |           |
|  |             | Španělsko          | 2           |           |          |            |            |            |           |           |           |           |           |           |           |

### Čtvrtfinále

#### Velká Británie vs. Austrálie
| | Velká Británie | 1 :                                                        | 2    | Austrálie |           |  |
| --- | -------------- | ---------------------------------------------------------- | ---- | --------- | --------- |  |
| Sydney 9. ledna 2020 |                |                                                            |      |           |           |  |
| \| \| \| \| 1. \| 2. \| 3. \| \| \| -- \| \| ---------------------------------------------------------- \| ---- \| --- \| --------- \| \| \| 1. \| \| Cameron Norrie Nick Kyrgios \| 2 6 \| 2 6 \| \| \| \| 2. \| \| Dan Evans Alex de Minaur \| 7 64 \| 4 6 \| 7 62 \| \| \| 3. \| \| Jamie Murray / Joe Salisbury Alex de Minaur / Nick Kyrgios \| 6 3 \| 3 6 \| [16] [18] \| \| \| \| \| \| \| \| \| \| \| \| \| \| \| \| \| \| \| \| \| \| \| \| \| \| \| \| \| \| \| \| \| \| \| \| \| \| \| \| \| \| |                |                                                            |      |           |           |  |
| |                |                                                            | 1.   | 2.        | 3.        |  |
| 1. |                | Cameron Norrie Nick Kyrgios                                | 2 6  | 2 6       |           |  |
| 2. |                | Dan Evans Alex de Minaur                                   | 7 64 | 4 6       | 7 62      |  |
| 3. |                | Jamie Murray / Joe Salisbury Alex de Minaur / Nick Kyrgios | 6 3  | 3 6       | [16] [18] |  |
| |                |                                                            |      |           |           |  |
| |                |                                                            |      |           |           |  |
| |                |                                                            |      |           |           |  |
| |                |                                                            |      |           |           |  |
| |                |                                                            |      |           |           |  |

#### Argentina vs. Rusko
| | Argentina | 0 :                                                                      | 3    | Rusko |     |  |
| --- | --------- | ------------------------------------------------------------------------ | ---- | ----- | --- |  |
| Sydney 9. ledna 2020 |           |                                                                          |      |       |     |  |
| \| \| \| \| 1. \| 2. \| 3. \| \| \| -- \| \| ------------------------------------------------------------------------ \| ---- \| ---- \| --- \| \| \| 1. \| \| Guido Pella Karen Chačanov \| 2 6 \| 64 7 \| \| \| \| 2. \| \| Diego Schwartzman Daniil Medveděv \| 4 6 \| 6 4 \| 3 6 \| \| \| 3. \| \| Máximo González / Andrés Molteni Teimuraz Gabašvili / Konstantin Kravčuk \| 65 7 \| 4 6 \| \| \| \| \| \| \| \| \| \| \| \| \| \| \| \| \| \| \| \| \| \| \| \| \| \| \| \| \| \| \| \| \| \| \| \| \| \| \| \| \| \| \| |           |                                                                          |      |       |     |  |
| |           |                                                                          | 1.   | 2.    | 3.  |  |
| 1. |           | Guido Pella Karen Chačanov                                               | 2 6  | 64 7  |     |  |
| 2. |           | Diego Schwartzman Daniil Medveděv                                        | 4 6  | 6 4   | 3 6 |  |
| 3. |           | Máximo González / Andrés Molteni Teimuraz Gabašvili / Konstantin Kravčuk | 65 7 | 4 6   |     |  |
| |           |                                                                          |      |       |     |  |
| |           |                                                                          |      |       |     |  |
| |           |                                                                          |      |       |     |  |
| |           |                                                                          |      |       |     |  |
| |           |                                                                          |      |       |     |  |

#### Srbsko vs. Kanada
| | Srbsko | 3 :                                                           | 0   | Kanada |      |  |
| --- | ------ | ------------------------------------------------------------- | --- | ------ | ---- |  |
| Sydney 10. ledna 2020 |        |                                                               |     |        |      |  |
| \| \| \| \| 1. \| 2. \| 3. \| \| \| -- \| \| ------------------------------------------------------------- \| --- \| --- \| ---- \| \| \| 1. \| \| Dušan Lajović Félix Auger-Aliassime \| 6 4 \| 6 2 \| \| \| \| 2. \| \| Novak Djoković Denis Shapovalov \| 4 6 \| 6 1 \| 7 64 \| \| \| 3. \| \| Nikola Ćaćić / Viktor Troicki Peter Polansky / Adil Shamasdin \| 6 3 \| 6 2 \| \| \| \| \| \| \| \| \| \| \| \| \| \| \| \| \| \| \| \| \| \| \| \| \| \| \| \| \| \| \| \| \| \| \| \| \| \| \| \| \| \| \| |        |                                                               |     |        |      |  |
| |        |                                                               | 1.  | 2.     | 3.   |  |
| 1. |        | Dušan Lajović Félix Auger-Aliassime                           | 6 4 | 6 2    |      |  |
| 2. |        | Novak Djoković Denis Shapovalov                               | 4 6 | 6 1    | 7 64 |  |
| 3. |        | Nikola Ćaćić / Viktor Troicki Peter Polansky / Adil Shamasdin | 6 3 | 6 2    |      |  |
| |        |                                                               |     |        |      |  |
| |        |                                                               |     |        |      |  |
| |        |                                                               |     |        |      |  |
| |        |                                                               |     |        |      |  |
| |        |                                                               |     |        |      |  |

#### Belgie vs. Španělsko
| | Belgie | 1 :                                                             | 2     | Španělsko |          |  |
| --- | ------ | --------------------------------------------------------------- | ----- | --------- | -------- |  |
| Sydney 10. ledna 2020 |        |                                                                 |       |           |          |  |
| \| \| \| \| 1. \| 2. \| 3. \| \| \| -- \| \| --------------------------------------------------------------- \| ----- \| ---- \| -------- \| \| \| 1. \| \| Kimmer Coppejans Roberto Bautista Agut \| 1 6 \| 4 6 \| \| \| \| 2. \| \| David Goffin Rafael Nadal \| 6 4 \| 7 63 \| \| \| \| 3. \| \| Sander Gillé / Joran Vliegen Pablo Carreño Busta / Rafael Nadal \| 79 67 \| 5 7 \| [7] [10] \| \| \| \| \| \| \| \| \| \| \| \| \| \| \| \| \| \| \| \| \| \| \| \| \| \| \| \| \| \| \| \| \| \| \| \| \| \| \| \| \| \| |        |                                                                 |       |           |          |  |
| |        |                                                                 | 1.    | 2.        | 3.       |  |
| 1. |        | Kimmer Coppejans Roberto Bautista Agut                          | 1 6   | 4 6       |          |  |
| 2. |        | David Goffin Rafael Nadal                                       | 6 4   | 7 63      |          |  |
| 3. |        | Sander Gillé / Joran Vliegen Pablo Carreño Busta / Rafael Nadal | 79 67 | 5 7       | [7] [10] |  |
| |        |                                                                 |       |           |          |  |
| |        |                                                                 |       |           |          |  |
| |        |                                                                 |       |           |          |  |
| |        |                                                                 |       |           |          |  |
| |        |                                                                 |       |           |          |  |

### Semifinále

#### Srbsko vs. Rusko
| | Srbsko | 3 :                                                                   | 0   | Rusko |     |  |
| --- | ------ | --------------------------------------------------------------------- | --- | ----- | --- |  |
| Sydney 11. ledna 2020 |        |                                                                       |     |       |     |  |
| \| \| \| \| 1. \| 2. \| 3. \| \| \| -- \| \| --------------------------------------------------------------------- \| --- \| ----- \| --- \| \| \| 1. \| \| Dušan Lajović Karen Chačanov \| 7 5 \| 7 61 \| \| \| \| 2. \| \| Novak Djoković Daniil Medveděv \| 6 1 \| 5 7 \| 6 4 \| \| \| 3. \| \| Nikola Ćaćić / Viktor Troicki Teimuraz Gabašvili / Konstantin Kravčuk \| 6 4 \| 79 67 \| \| \| \| \| \| \| \| \| \| \| \| \| \| \| \| \| \| \| \| \| \| \| \| \| \| \| \| \| \| \| \| \| \| \| \| \| \| \| \| \| \| \| |        |                                                                       |     |       |     |  |
| |        |                                                                       | 1.  | 2.    | 3.  |  |
| 1. |        | Dušan Lajović Karen Chačanov                                          | 7 5 | 7 61  |     |  |
| 2. |        | Novak Djoković Daniil Medveděv                                        | 6 1 | 5 7   | 6 4 |  |
| 3. |        | Nikola Ćaćić / Viktor Troicki Teimuraz Gabašvili / Konstantin Kravčuk | 6 4 | 79 67 |     |  |
| |        |                                                                       |     |       |     |  |
| |        |                                                                       |     |       |     |  |
| |        |                                                                       |     |       |     |  |
| |        |                                                                       |     |       |     |  |
| |        |                                                                       |     |       |     |  |

#### Austrálie vs. Španělsko
| | Austrálie | 0 :                                                               | 3   | Španělsko |          |  |
| --- | --------- | ----------------------------------------------------------------- | --- | --------- | -------- |  |
| Sydney 11. ledna 2020 |           |                                                                   |     |           |          |  |
| \| \| \| \| 1. \| 2. \| 3. \| \| \| -- \| \| ----------------------------------------------------------------- \| --- \| ----- \| -------- \| \| \| 1. \| \| Nick Kyrgios Roberto Bautista Agut \| 1 6 \| 4 6 \| \| \| \| 2. \| \| Alex de Minaur Rafael Nadal \| 6 4 \| 5 7 \| 1 6 \| \| \| 3. \| \| Chris Guccione / John Peers Pablo Carreño Busta / Feliciano López \| 2 6 \| 78 66 \| [4] [10] \| \| \| \| \| \| \| \| \| \| \| \| \| \| \| \| \| \| \| \| \| \| \| \| \| \| \| \| \| \| \| \| \| \| \| \| \| \| \| \| \| \| |           |                                                                   |     |           |          |  |
| |           |                                                                   | 1.  | 2.        | 3.       |  |
| 1. |           | Nick Kyrgios Roberto Bautista Agut                                | 1 6 | 4 6       |          |  |
| 2. |           | Alex de Minaur Rafael Nadal                                       | 6 4 | 5 7       | 1 6      |  |
| 3. |           | Chris Guccione / John Peers Pablo Carreño Busta / Feliciano López | 2 6 | 78 66     | [4] [10] |  |
| |           |                                                                   |     |           |          |  |
| |           |                                                                   |     |           |          |  |
| |           |                                                                   |     |           |          |  |
| |           |                                                                   |     |           |          |  |
| |           |                                                                   |     |           |          |  |

### Finále

#### Srbsko vs. Španělsko
| | Srbsko | 2 :                                                                   | 1   | Španělsko |    |  |
| --- | ------ | --------------------------------------------------------------------- | --- | --------- | -- |  |
| Sydney 12. ledna 2020 |        |                                                                       |     |           |    |  |
| \| \| \| \| 1. \| 2. \| 3. \| \| \| -- \| \| --------------------------------------------------------------------- \| --- \| ---- \| -- \| \| \| 1. \| \| Dušan Lajović Roberto Bautista Agut \| 5 7 \| 1 6 \| \| \| \| 2. \| \| Novak Djoković Rafael Nadal \| 6 2 \| 7 64 \| \| \| \| 3. \| \| Novak Djoković / Viktor Troicki Pablo Carreño Busta / Feliciano López \| 6 3 \| 6 4 \| \| \| \| \| \| \| \| \| \| \| \| \| \| \| \| \| \| \| \| \| \| \| \| \| \| \| \| \| \| \| \| \| \| \| \| \| \| \| \| \| \| \| |        |                                                                       |     |           |    |  |
| |        |                                                                       | 1.  | 2.        | 3. |  |
| 1. |        | Dušan Lajović Roberto Bautista Agut                                   | 5 7 | 1 6       |    |  |
| 2. |        | Novak Djoković Rafael Nadal                                           | 6 2 | 7 64      |    |  |
| 3. |        | Novak Djoković / Viktor Troicki Pablo Carreño Busta / Feliciano López | 6 3 | 6 4       |    |  |
| |        |                                                                       |     |           |    |  |
| |        |                                                                       |     |           |    |  |
| |        |                                                                       |     |           |    |  |
| |        |                                                                       |     |           |    |  |
| |        |                                                                       |     |           |    |  |

### Vítěz
| Vítěz ATP Cupu 2020 |
| ------------------- |
| Srbsko první titul  |